# Larus
Larus és un dels gèneres d'aus de la família dels làrids (Laridae), a l'ordre dels caradriformes (Charadriiformes). Tradicionalment dins aquest gènere s'ubicava la major part de les espècies de gavines fins que estudis genètics a principi del segle xxi, van ocasionar una profunda revisió del grup.
Als Països Catalans l'espècie més abundant d'aquest gènere és el gavià argentat de potes grogues (L. michahellis).

## Sistemàtica
Malgrat que es reconeixia l'agrupació dels membres de la subfamília del larinins (Larinae) en diversos grups, durant tot el segle XX la tendència va ser d'agrupar gairebé totes les espècies en un únic gènere Larus. Únicament 6 espècies es van classificar en altres gèneres, dues en Rissa, i quatre als gèneres monospecífics Creagrus, Pagophila, Rhodostethia i Xema. Aquest sistema es va mantenir fins a la primeria del segle XXI.
El 2005 un estudi sobre la filogènia molecular de totes les espècies que fins aleshores eren incloses al gènere Larus va mostrar que aquest no era monofilètic. Això confirmava dos estudis anteriors, un sobre morfologia i un altre sobre caràcters moleculars, que van avalar la separació del gènere Larus en sis nous gèneres: Chroicocephalus, Hydrocoloeus, Ichthyaetus, Larus, Leucophaeus i Saundersilarus. Algunes d'aquestes recomanacions van ser acceptades immediatament per la comunitat científica internacional, mentre que altres es van continuar debatent.
El gènere Larus restà reduït al grup d'ocells de major grandària, sovint coneguts com a gavians. Normalment són blancs per sota i grisos per sobre, amb cap blanc.

## Taxonomia
La classificació del Congrés Ornitològic Internacional (versió 2.4, 2010) situa al gènere Larus 24 espècies:
- Larus argentatus - Gavià argentat europeu
- Larus armenicus - Gavià d'Armènia
- Larus atlanticus - Gavià menjacrancs
- Larus belcheri - Gavià de Belcher
- Larus cachinnans - Gavià caspi
- Larus californicus - Gavina de Califòrnia
- Larus canus - Gavina cendrosa
- Larus crassirostris - Gavià del Japó
- Larus delawarensis - Gavina de Delaware
- Larus dominicanus - gavià de Lichtenstein
- Larus fuscus - Gavià fosc
- Larus glaucescens - Gavià glauc
- Larus glaucoides - Gavinot polar
- Larus heermanni - Gavina de Heermann
- Larus hyperboreus - Gavinot hiperbori
- Larus livens - Gavià de Cortés
- Larus marinus - Gavinot atlàntic
- Larus michahellis - Gavià argentat de potes grogues
- Larus occidentalis - Gavià occidental
- Larus pacificus - Gavinot occidental
- Larus schistisagus - Gavià de Kamtxatka
- Larus smithsonianus - Gavià argentat americà
- Larus thayeri - Gavinot de Thayer
- Larus vegae